# Nardoqan
Nardoqan o Nardugan (turco: Nardoğan o Gündoğan) fue un concepto de vacaciones turcas. Hoy en día, se usa más comúnmente para referirse al solsticio de invierno en muchos idiomas de Asia Central. También se usa como un nombre equivalente para la Navidad cristiana festiva.

## Etimología
La raíz de la palabra no está clara. Pero asociado con las siguientes palabras;
- Mongol: Нар (Nar) - El Sol
- Oirat: Нарн (Narn) - El Sol
- Árabe: نار (Nar) - El Fuego

Y el verbo turco Doğmak (que significa nacer o levantarse) se fusionó y combinó con esta raíz.  También significa el "sol recién nacido".

## Significado mitológico
Nardoqan o Narduğan fue celebrado por los turcos el 21 de diciembre, la noche más larga del año y la noche del solsticio de invierno. En esta noche, que simboliza el sol viejo, se vuelve más pequeño a medida que los días se acortan en el hemisferio norte y muere el 22 de diciembre, el solsticio de invierno. Se dice que es derrotado por los poderes oscuros y malvados. El 23 de diciembre se convierte en el nuevo sol.
Mientras que algunos eruditos rastrean los orígenes del árbol de Navidad a los rituales paganos en la Inglaterra precristiana, otros sugieren que la tradición fue tomada de antiguos pueblos germánicos. Ahora, sin embargo, la arqueóloga turca Muazzez Ilmiye Çığ ofrece una nueva voz al prolongado debate: los turcos fueron los que inventaron el árbol de Navidad.
El árbol de Navidad, un símbolo brillantemente adornado para los cristianos en uno de sus días más sagrados, también representa un vínculo con los antiguos turcos de Asia Central, según un arqueólogo turco.
Sus orígenes no están en el mito nórdico ni en el paganismo de las islas británicas, como creen la mayoría de los historiadores occidentales, sino en la tradición turca del "árbol de los deseos". Pero no todos los eruditos turcos están de acuerdo, diciendo que la idea de que los turcos inventaron el árbol de Navidad es simplemente ilusiones
Los europeos, argumenta Muazzez Ilmiye Çığ, adoptaron un rito a su propio ritual de vacaciones que se deriva de una antigua costumbre turca en la que las personas decoraban un árbol especial para ofrecer su agradecimiento a Dios.
"Las personas ponen cosas especiales bajo un pino blanco como regalo para Dios en respuesta a su beneficio durante el año", dijo Çığ, y agregó que la costumbre surgió por primera vez en Asia Central de Turquía. "También ataron algunos pedazos de tela a sus ramas para pedir un deseo para el año siguiente".
Çığ es un experta de renombre internacional en la Antigua civilización sumeria, que surgió en Mesopotamia en el tercer milenio a.

"Adornar el árbol es una pequeña parte de una festividad que está vinculada con la santidad del sol para los turcos"
Muazzez İlmiye Çığ.

“Une a los miembros de la familia en actividades divertidas. Limpian casas, cantan canciones populares, comen alimentos especiales y se ponen ropa festiva ". Según la mitología, el dios Ulgen vive sobre el árbol especial que se extiende desde la superficie de la tierra hasta el cielo. Su misión es organizar la llegada de días y noches. Día y noche se pelean continuamente sobre quién será el primero en llegar.
Sin embargo, el día finalmente derrotó a la Noche el 22 de diciembre. Posteriormente, los turcos celebraron este día como un festival de renacimiento.

"Según algunas fuentes históricas, el pino blanco se siembra solo en Asia Central, y los palestinos no sabían nada acerca de ese pino" "Es otra indicación de que los cristianos recibieron esta costumbre de los turcos, aunque la religión de Jesús surgió del Medio Oriente".
Muazzez Ilmiye Çığ

"Cuando se reunió el primer Concilio Cristiano en Nicea (ahora Iznik, Turquía), todos los obispos aceptaron esta festividad como un símbolo del nacimiento de Jesús, aunque fue comúnmente visto como una práctica pagana en esa era", dijo Çığ. "Decidieron celebrar el día de Navidad, el nacimiento de Jesús, el 24 de diciembre. Así, la costumbre comenzó a integrarse en la cultura del cristianismo".
En el año 325 d. C., el gran Concilio de Nicea fue convocado por Constantino el Grande, que se había convertido al cristianismo una década antes. Fue el primer consejo mundial de la iglesia que la mayoría de las denominaciones cristianas reconocen por tener autoridad doctrinal.
“Al principio, el nacimiento de Jesús se celebraba sin decorar un árbol de Navidad. Sin embargo, a través de la creciente influencia de las festividades de origen turco en toda Europa, el primer árbol de Navidad en el sentido tradicional se adornó en Alemania en 1605. Posteriormente se observaron prácticas similares en Francia. Esta práctica se extendió gradualmente por todo el mundo desde Francia ", dijo, y afirmó que fueron los guerreros húngaros quienes originalmente trajeron esta costumbre a Europa.
Un escritor prominente apoyó firmemente la afirmación de Çığ de que decorar árboles de Navidad provenía de una antigua costumbre turca.

"Las tribus turcas habían emigrado a Europa desde el norte del Mar Negro desde el siglo VII a. C. Gradualmente se convirtieron en una cultura dominante en Europa. Mientras el cristianismo se difundió en Europa, los patrones tradicionales de la cultura turca influyeron en la cultura cristiana."
Ibrahim Okur, Los turcos y Europa a lo largo de la historia

"Çığ en realidad ha enviado un mensaje a Europa para sugerir cómo influyeron los turcos en la historia y cultura de Europa"
Muazzez Ilmiye Çığ

Pero un investigador conocido por sus trabajos sobre el cristianismo cree que el argumento de Çığ es una afirmación muy delicada que requiere más investigación.

“Es imposible saber cuándo o si las tribus turcas erigieron un árbol por primera vez para celebrar. Pero si la ciencia prueba su afirmación, deberíamos revisar todo lo que sabemos sobre el cristianismo ",
Altunç Altındal

"Las fuentes históricas aceptables dicen que erigir un árbol de Navidad es una costumbre nórdica que se remonta al siglo XIX", dijo. "Si profundizamos más en el tema, podemos encontrar que esta costumbre se remonta a antes del siglo XIX".

## Festival
En este día, todos los turcos adornan los árboles de Akçacam, que se consideran el símbolo de la inmortalidad y los árboles de todas las personas, de acuerdo con la mitología turca y juegan juegos tradicionales en las cercanías de estos árboles, cantan canciones y entretienen con el acompañamiento de kopuz.